# Нікос Вурліотіс
Нікос Вурліотіс (Nivo) (грец. Νίκος Βουρλιώτης, 1970, Корідаллос, Греція) — фронтмен гурту Goin' Through, одного з найпопулярніших хіп-хоп гуртів у Греції, Goin' Through випустили 9 альбомів.

## Професійна кар'єра
Нікос Вурліотіс почав свію професійну кар'єру як графічний дизайнер, а потім як політичний карикатурист у газетах і журналах. Але перемогла його любов до музики, з середини 80-х років він працює ді-джеєм, грає соул, фанк і реп. В 1993 році він створив разом з Міхалісом Папафанасіу хіп-хоп гурт Goin' Through. Нікос Вурліотіс співпрацює з відомими співаками, включаючи: Лакіс Пападопулос, Деспіна Ванді, Алкістіс Протопсалті, Анна Віссі, Стеліос Роккос, Антоніс Ремос. Нікос вважається ді-джеєм № 1 з хіп-хоп і R'n'B в Греції і одним з найбільш «актуальних» ді-джеїв в Європі.
У 1998 році він створив свій власний звукозаписний лейбл під назвою «Family the label», працює з різними лейблами в тому числі: BMG, Planetworks, Universal, Lyra, Def Jam Recordings (Нью-Йорк) і Stars Records (Болгарія).
З літа 2002 року Нікос співпрацює з Puma, як менеджер з розвог і маркетингу компанії, Puma є спонсором Goin 'Through.
В Греції він також вважається успішним телеведучим, його шоу «Street Beat» (1997–2009) виходило в ефір на найпопулярнішому в Греції музичному каналі, MAD TV, і є єдиним телешоу, яке пов'язане з міською музикою і культурою.
З восени 2009 року він є ведучим у власному ток-шоу канала ANT1 під назвою «Καληνύχτα Ελλάδα».
У 2008 році зіграв головну роль у грецькому блокбастері «Λούφα και απαλλαγή» режисера Васіліса Катсікіса.

## Приватне життя
2 травня 2011 році Нікос одружився з Ольгою Карпафакіс (грец. Όλγα Καρπαθάκη).